# صلاح أبو سالم
صلاح أبو سالم (30 أكتوبر 1932 - 3 يناير 1971) هو كاتب أغاني وشاعر غنائي مصري.

## حياته ونشاته
ولد صلاح أبو سالم في قرية بندر منوف في 30 أكتوبر 1932، كان والده فلاحا بسيطا في الأرض الزراعية بمحافظة المنوفية بقرية بندر، وهو الأوسط بين أشقائه الست، درس مدرسة المساعي بالمنوفية وأكمل دراستها من الابتدائية الي الثانوية بها، أنتقل الى القاهرة والتحق بكلية الآداب قسم علم الاجتماع بجامعة القاهرة، وحصل منها علي درجة الليسانس في الاجتماع سنة 1956، تزوج عام 1958 وانجب ابنه اشرف و ابنته ، توفي في عمر صغير وهو في 38 عاما 3 يناير 1971.

## مسيرته
راسل العديد من الصحف والمجلات المصرية بشعره و كتاباته وبالأخص جريدة الجمهورية المصرية، وعمل بوزارة الزراعة لمدة سنة وانتقل للعمل بجريدة الجمهورية في قسم التحقيقات الصحفية سنة 1957، وقام في حياته بتأليف العديد من الاعمال الغنائية ومنهم لعبد الحليم حافظ أغنية على حسب وداد قلبى ومن الحان بليغ حمدي ولا نغفل اغنيات محمد رشدي في فيلم السيرك موسم 1968 ومن اخراج عاطف سالم وتخصص في كتابة الاغنيات والتي بلغت 118 عمل فنئيا، له ديوان حبة كلام.